# Kvalifikationsrækken (fodbold)
 For alternative betydninger, se Kvalifikationsrækken. (Se også artikler, som begynder med Kvalifikationsrækken)
Kvalifikationsrækken er en tidligere dansk fodboldrække. Det var den femtebedste række i Danmarksturneringen.
Rækken bestod af tre puljer med hver 8 hold. Holdene mødte hinanden på ude- og hjemmebane. Rækken færdigspilledes én gang hvert halve år. Fra hver af de 3 puljer rykkede de 2 bedst placerede oprykningsberettigede hold efter forårets turnering op i Danmarksserien, mens nummer 5-8 fra hver af de 3 puljer efter efterårets turnering rykkede ned i de lokale serier.
DBU offentliggjorde 23. februar 2008 at Kvalifikationsrækken ville blive erstattet af Danmarksserien.

## Fodnoter
1. ↑  "Kvalifikationsrækken erstattet" Arkiveret 26. februar 2008 hos  Wayback Machine, dbu.dk.

## Links
- dbu.dk – Kvalifikationsrækken Arkiveret 1. december 2006 hos  Wayback Machine